# Kampkniv
En kampkniv er en kniv, der er designet udelukkende til militær brug og primært beregnet til nærkamp.
Siden udfasningen af skyttegravskrig er de fleste kampknive også blevet designet til anden brug som f.eks. at hugge vegetation væk, åbne ammunitionskasser osv. udover deres oprindelige formål som kampvåben. Dr bliver derfor nogle gange omtalt som "fighting-utility knives" Knive det udelukkende er designet til anden brug en for militæret omtales normalt som ders primære rolle som eksempelvis hobbykniv eller overlevelseskniv.